# GP3 시리즈

GP3 시리즈, 줄여서 GP3는 GP2 주최자인 브루노 미첼이 선보인 GP2 시리즈의 피더 시리즈로 2010년에 출시된 1인승 모터 레이싱 시리즈였다. GP3는 포뮬러 원 시리즈와 GP2(현 포뮬러 투) 시리즈의 유럽 구간 전체를 두 시리즈에 대한 지원 레이스로 따랐다. GP2 시리즈와 마찬가지로 GP3는 운전자에게 그랑프리 환경의 경험을 제공하고 포뮬러 원 이벤트를 위해 마련된 보안관 및 의료 시설과 같은 인프라를 활용했다. GP3 시리즈는 주로 유럽 서킷에서 경주했지만 2015년 시즌에는 바레인의 바레인 국제 서킷과 아랍에미리트의 야스 마리나 서킷에서 라운드를 하는 등 다른 국제 경주 트랙에도 출전했다.
시리즈가 시작된 이래로 많은 드라이버가 GP2로 승격했다.
2019년에 이 시리즈는 FIA 포뮬러 3 유럽 챔피언십과 합병되어 FIA 포뮬러 3 챔피언십이 되었다.

## 같이 보기
- GP2 시리즈
- GP2 아시아 시리즈
- 포뮬러 원
- 포뮬러 투
- 포뮬러 3